# 19. april
19. april je 109. dan leta (110. v prestopnih letih) v gregorijanskem koledarju. Ostaja še 256 dni.

## Dogodki
- 1713 – podpisana pragmatična sankcija, ki je Mariji Tereziji omogočila avstrijski prestol
- 1775 – z bitko v Lexingtonu in Concordu se prične ameriška vojna za neodvisnost
- 1932 – jugoslovanska vlada izda zakon o zaščiti kmetov
- 1940 – Poljska in Francija pošljeta vojaške sile na Norveško
- 1941 – nacistični politik in vodja SS Heinrich Himmler obišče Celje in med drugim pregleda zloglasni zapor Stari pisker
- 1943 – začetek vstaje v varšavskem getu
- 1952 – Domžale postanejo mestna občina, 19.april je občinski praznik
- 1965 – Gordon Moore v Electronics Magazine objavi članek, ki postane znan kot Moorov zakon
- 1971 – izstreljen Saljut 1
- 1995 – Timothy McVeigh razstreli zvezno poslopje v Oklahoma Cityju in ubije 168 ljudi
- 2005:
  - Joseph Ratzinger postane papež Benedikt XVI.
  - na Poljanskem klancu se pripeti najhujša prometna nesreča v zgodovini samostojne Slovenije; življenje izgubi osem oseb

## Rojstva
- 1483 – Paolo Giovio - Paulus Jovius, italijanski zgodovinar († 1552)
- 1699 – Janez Valentin Metzinger, slovenski slikar (tega dne krščen) († 1759)
- 1777 – Karl Wilhelm von Toll, ruski general († 1842)
- 1793 – Ferdinand I. Habsburško-Lotarinški, avstrijski cesar in ogrski kralj († 1875)
- 1801 – Gustav Theodor Fechner, nemški fizik, psiholog, filozof († 1887)
- 1832 – José Echegaray y Eizaguirre, španski matematik, državnik, pisatelj († 1916)
- 1883 – Getúlio Dornelles Vargas, brazilski predsednik († 1954)
- 1893 – Lojze Dolinar, slovenski kipar, grafik († 1970)
- 1903 – Eliot Ness, ameriški preiskovalec († 1957)
- 1912 – Glenn Theodore Seaborg, ameriški kemik, nobelovec 1951 († 1999)
- 1922 – Erich Hartmann, nemški vojaški pilot, letalski as († 1993)
- 1933 – Vera Jayne Palmer - Jayne Mansfield, ameriška filmska igralka († 1967)
- 1935 – Justin Francis Rigali, ameriški kardinal
- 1949 – Manley Augustus »Big (Jah) Youth« Buchanan, jamajški pevec reggaeja, glasbenik
- 1951 – Japec Jakopin, slovenski ladijski oblikovalec
- 1954 – Trevor Francis, angleški nogometaš in trener
- 1956 – Sue Barker, angleška tenisačica in športna novinarka
- 1969 – Susan Polgar, madžarsko-ameriška šahovska velemojstrica
- 1972 – Rivaldo Vítor Borba Ferreira, brazilski nogometaš
- 1978 – Gabriel Heinze, argentinski nogometaš
- 1979 – Kate Hudson, ameriška filmska igralka
- 1981:
  - Hayden Christensen, kanadski filmski igralec
  - Dmytro Kuleba, ukrajinski politik
  - Catalina Sandino Moreno, kolumbijska filmska in televizijska igralka
- 1987 – Marija Šarapova, ruska tenisačica
- 2000 – Lucas Braathen, norveško-brazilski alpski smučar

## Smrti
- 1013 – Hišam II., kordobski kalif (* 966)
- 1044 – Gozelo I. Lotarinški, vojvoda Spodnje in Zgornje Lorene (* 967)
- 1054 – Bruno von Egisheim-Dagsburg - Leon IX., papež alzaškega rodu (* 1002)
- 1390 – Robert II., škotski kralj (* 1316)
- 1560 – Philipp Melanchthon, nemški reformator, teolog, filozof (* 1497)
- 1632 – Sigismund, švedski kralj (* 1566)
- 1645 – Antonio van Diemen, nizozemski kolonialni upravitelj (* 1593)
- 1824 – George Noel Gordon Byron, angleški pesnik (* 1788)
- 1837 – Johann Peter Friedrich Ancillon, pruski državnik, zgodovinar, politični filozof (* 1766)
- 1882 – Charles Robert Darwin, angleški naravoslovec (* 1809)
- 1889 – Warren de la Rue, angleški astronom, kemik, izumitelj (* 1815)
- 1906 – Pierre Curie, francoski fizik, nobelovec 1903 (* 1859)
- 1911 – Ivan Grohar, slovenski slikar (* 1867)
- 1914 – Charles Sanders Peirce, ameriški logik, matematik in filozof (* 1839)
- 1937 – William Morton Wheeler, ameriški entomolg (* 1865)
- 1938 – sir Henry John Newbolt, angleški pisatelj (* 1862)
- 1967 – Konrad Hermann Josef Adenauer, nemški kancler (* 1876)
- 1974 – Mohamed Ajub Kan, pakistanski maršal in politik (* 1908)
- 1989 – Daphne du Maurier, angleška pisateljica (* 1907)
- 1998 – Octavio Paz, mehiški pesnik, pisatelj, diplomat (* 1914)
- 2006 – Karl Hugo Strunz, nemški mineralog (* 1910)
- 2008 – Alfonso López Trujillo, kolumbijski kardinal (* 1935)
- 2009 – Božo Kos, slovenski ilustrator, urednik in satirik (*1931)
- 2013 – Allan Arbus, ameriški filmski igralec (* 1918)
- 2021 – Walter Mondale, ameriški politik (* 1928)
- 2023 – Moon Bin, južnokorejski pevec in plesalec (* 1998)

## Prazniki in obredi
19. april je dan na katerega najpogosteje pade velikonočna nedelja